# 高黎贡山独龙江隧道
独龙江隧道位于中国云南省怒江傈僳族自治州，是独龙族聚居区独龙江乡对外唯一通道独龙江公路（1996年，中华人民共和国交通运输部投资修建，1999年9月建成通车，路线全长96.2公里）改建段的一条隧道。隧道穿越高黎贡山，K39+869新建全长6680米，设计为净宽7米，净高4.5米双车道隧道，穿越高黎贡山，经木切娃，至孔当村，路线全长79.982公里。技术标准为单车道四级公路，设计时速20公里，路基宽4.5米，满铺沥青路面，建成后独龙江公路将不再受冬季封山影响，可全年通车。改建工程于2011年1月29日开工，隧道于2011年4月3日正式动工兴建，2014年4月10日贯通，同年12月20日土建完工并实现应急通车，2015年11月13日正式通车。